# 上村与兵衛
上村 与兵衛（うえむら よへえ、生没年不詳）は、江戸時代の江戸の地本問屋。

## 来歴
寛政から文政期に難波町で営業している。寛政7年（1795年）から寛政8年（1796年）頃の歌川豊国、歌川国政の大首役者絵に優品が多くみられるほか、喜多川歌麿や歌川豊国、歌川国政、渓斎英泉らの錦絵を出版している。特に国政の作品に多くみられる。

## 作品
- 喜多川歌麿『台所』 大判 錦絵2枚続 寛政中期
- 喜多川歌麿 『紅つけ』 大判 錦絵 寛政中期
- 喜多川歌麿 『ほろかや美人』 大判 錦絵 寛政
- 歌川豊国 『三世沢村宗十郎の大星由良之助』 大判 錦絵 寛政8年4月桐座『江戸花赤穂塩竈』に取材
- 歌川国政 『二世中村仲蔵の松王丸・三世市川八百蔵の梅王丸・二世中村野塩の桜丸』 大判3枚組 錦絵 大首絵 寛政8年7月都座『菅原伝授手習鑑』に取材
- 渓斎英泉 『秋葉常夜灯』 大判3枚続 錦絵 文政5年（1822年）ころ